# Fajda
Fajda (iz nem. die Fehde, spopad, sovraštvo) ali privatna vojna je bil srednjeveški pravni institut.
Iz germanskih običajev se je v srednjeevropski fevdalizem prenesla pravica posameznika, da si z orožjem zagotovi pravico. Iz tega so izšle fajde, privatne vojne posameznih plemičev ali rodbin, pa tudi fajde stanov z vladarjem.
Vseskozi so se pojavljali tudi poskusi regulacije in omejitve fajd, njihovo dokončna prepoved pa je dosegel šele cesar Maksimilijan I. Habsburški, ki je leta 1495 državni zbor v Wormsu prepričal, da sklene državni mir.